# Le Mystère de la maison Norman
Pour plus de détails, voir Fiche technique et Distribution.

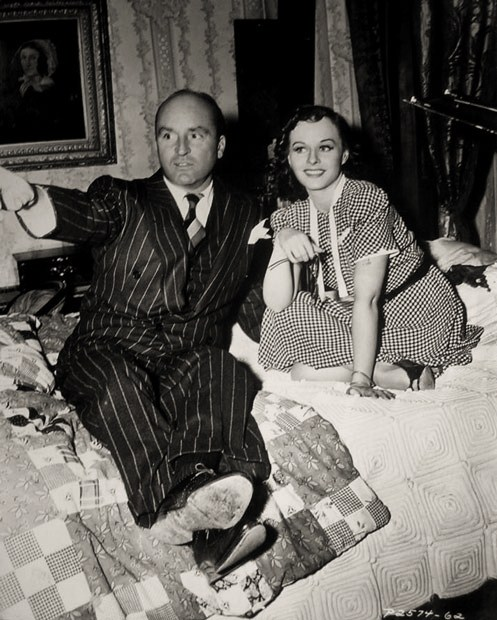
Le producteur Arthur Hornblow Jr. et Paulette Goddard sur le tournage

Le Mystère de la maison Norman (The Cat and the Canary) est un film américain de Elliott Nugent sorti en 1939.

## Synopsis
Dix ans après la mort d'un milliardaire, son avocat réunit dans une maison les 6 héritiers potentiels de sa fortune pour la lecture du testament. Joyce est la seule bénéficiaire mais si elle est atteinte par la folie dont souffraient certains de ses ancêtres, une seconde clause figure en faveur des autres héritiers. Cela va mettre la jeune fille dans une situation délicate et d'autant plus qu'un gardien de prison vient annoncer l'évasion d'une proche prison d'un tueur sadique.
La nuit s'annonce pleine de danger, de morts et d'intrigues pour Joyce et les autres héritiers.

## Fiche technique
- Titre : Le Mystère de la maison Norman
- Titre original : The Cat and the Canary
- Réalisation : Elliott Nugent
- Production : Arthur Hornblow Jr.
- Société de production : Paramount Pictures
- Scénario : Walter DeLeon et Lynn Starling d'après la pièce de John Willard
- Musique : Ernst Toch
- Photographie : Charles Lang
- Montage : Archie Marshek
- Décors : Hans Dreier et Robert Usher
- Costumes : Edith Head
- Pays d'origine : États-Unis
- Langue : anglais
- Format : Noir & blanc
- Genre : Comédie policière
- Durée : 72 minutes
- Dates de sortie : 
  - États-Unis 10 novembre 1939
  - France 16 octobre 1946

## Distribution
- Bob Hope : Wally Campbell
- Paulette Goddard : Joyce Norman
- John Beal : Fred Blythe
- Douglass Montgomery : Charles Wilder
- Gale Sondergaard : Miss Lu
- Elizabeth Patterson : Tante Susan
- George Zucco : M. Crosby
- Nydia Westman : Cicily
- John Wray : Hendricks
- George Regas : Le guide indien
- Charles Lane : Reporter